# Utricularia juncea
Utricularia juncea este o specie de plante carnivore din genul Utricularia, familia Lentibulariaceae, ordinul Lamiales, descrisă de Vahl. Conform Catalogue of Life specia Utricularia juncea nu are subspecii cunoscute.